# Listă de conducători de stat din 1240
1236 - 1237 - 1238 - 1239 - 1240 - 1241 - 1242 - 1243 - 1244
Aceasta este o listă a conducătorilor de stat din anul 1240:

## Europa
- Ahaia: Geoffroi al II-lea de Villehardouin (principe, între 1228 și 1229-1246)
- Almohazii: Abu Muhammad Abd al-Ualid al II-lea ar-Rașid ibn al-Mamun (emir din dinastia Almohazilor, 1232-1242)
- Anglia: Henric al III-lea (rege din dinastia Plantagenet, 1216-1272)
- Anjou: Carol I (conte din dinastia Capețienilor, 1232-1285; ulterior, rege al Siciliei, 1265-1282; ulterior, principe de Ahaia, 1267/1278-1285; ulterior, rege titular al Ierusalimului, 1277-1285; ulterior, rege al Neapolelui, 1282-1285)
- Aragon: Iacob I Cuceritorul (rege din dinastia de Barcelona, 1213-1276)
- Austria: Frederic al II-lea Războinicul (duce din dinastia Babenberg, 1230-1246)
- Bavaria: Otto al II-lea cel Ilustru (duce din dinastia de Wittelsbach, 1231-1253)
- Bizanț, Imperiul de Niceea: Ioan al III-lea Ducas Vatatzes (împărat din dinastia Lascaris, 1222-1254)
- Bosnia: Matei Ninoslav (ban, 1232-după 1250)
- Bosnia-Herțegovina, statul Zahumlja: Andrei (duce, înainte de 1235-cca. 1250)
- Brabant: Henric al II-lea cel Mărinimos (duce, 1235-1248)
- Brandenburg: Johann I (margraf din dinastia Askaniană, 1220-1266) și Otto al III-lea (margraf din dinastia Askaniană, 1220-1267)
- Bretagne: Ioan I cel Roșcovan (duce, 1237-1286)
- Bulgaria: Ioan Asan al II-lea (țar din dinastia Asanizilor, 1218-1241)
- Burgundia: Hugues al IV-lea (duce din dinastia Capețiană, 1218-1272)
- Castilia: Ferdinand al III-lea cel Sfânt (rege, 1217-1252; ulterior, rege al Leonului, 1230-1252)
- Cehia: Vaclav I (rege din dinastia Premysl, 1230-1253)
- Champagne: Thibaud al IV-lea Postumul sau cel Mare (conte din casa de Blois-Champagne, 1201-1253; ulterior, rege al Navarrei, 1234-1253)
- Cipru: Henric I (rege din dinastia de Lusignan, 1218-1253)
- Constantinopol: Balduin al II-lea (împărat, 1228/1240-1261)
- Danemarca: Valdemar al II-lea Victoriosul (rege din dinastia Valdemar, 1202-1241)
- Epir: Mihail al II-lea Anghelos Ducas (despot din dinastia Anghelos, cca. 1232-1271)
- Flandra: Ioana de Constantinopol (contesă din dinastia de Hainaut, 1205-1244; totodată, contesă de Hainaut, 1205-1244) și Thomas de Savoia (conte, 1237-1244; de asemenea, conte în Hainaut, 1237-1244)
- Franța: Ludovic al IX-lea cel Sfânt (rege din dinastia Capețiană, 1226-1270)
- Germania: Frederic al II-lea (rege din dinastia de Hohenstaufen, 1212-1250; anterior, rege al Siciliei, 1197-1250; ulterior, împărat occidental, 1220-1250; ulterior, rege al Ierusalimului, 1225/1229-1243) și Conrad al IV-lea (rege din dinastia de Hohenstaufen, 1237-1254; totodată, rege al Ierusalimului, 1228/1243-1254; ulterior, rege al Siciliei, 1250/1251-1254)
- Gruzia: Rusudan (regină din dinastia Bagratizilor, 1222-1245)
- Hainaut: Ioana de Constantinopol (contesă din casa de Flandra, 1205-1244; totodată, contesă de Flandra, 1205-1244) și Thomas de Savoia (conte, 1237-1244; de asemenea, conte în Flandra, 1237-1244)
- Halici-Volânia: Daniil Romanovici (cneaz, 1205-1206/1207, 1211-1212/1213, 1214-1215, 1216, cca. 1219-1226/1227, 1229-1264) și Vasilko Romanovici (cneaz, 1205-1206/1207, 1238-1264)
- Hoarda de Aur: Batu (han, 1237/1241-1256)
- Imperiul occidental: Frederic al II-lea (împărat din dinastia Hohenstaufen, 1220-1250; totodată, rege al Siciliei, 1197-1250; totodată, rege al Germaniei, 1212-1250; ulterior, rege al Ierusalimului, 1225/1229-1243)
- Istria: Otto al II-lea (margraf din casa de Andechs, 1234-1248; totodată, conte palatin de Burgundia, 1231-1248; totodată, margraf de Carniola, 1234-1248; totodată, duce de Merania, 1234-1248)
- Leon: Ferdinand (1230-1252; anterior, rege al Castiliei, 1217-1252)
- Lituania: Mindaugas (mare duce, cca. 1236/1253-1263; rege, din 1253)
- Lorena Superioară: Mathieu al II-lea (duce din casa Lorena-Alsacia, 1220-1250)
- Luxemburg: Ermesinde (contesă, 1198-1247)
- Mazovia și Kujawya: Konrad I (cneaz din dinastia Piasti, 1202-1247)
- Merania: Otto al II-lea (duce din casa de Andechs, 1234-1248; totodată, conte palatin de Burgundia, 1231-1248; totodată, margraf de Istria, 1234-1248; margraf de Carniola, 1234-1248)
- Montferrat: Bonifaciu al II-lea (marchiz din casa lui Aleramo, 1225-1253)
- Nasrizii: Abu Abdallah Muhammad I al-Ghalib bi-llah ibn Iusuf ibn Nasr (emir din dinastia Nasrizilor, 1232-1273)
- Navarra: Theobald I (rege din dinastia de Champagne, 1234-1253; totodată, conte de Champagne, 1201-1253)
- Norvegia: Haakon al IV-lea Haakonsson cel Bătrân (rege, 1217-1263)
- Olanda: Willem al II-lea (conte, 1234-1256; ulterior, rege al Germaniei, 1247-1256)
- Ordinul teutonic: Conrad de Thuringia (mare maestru, 1239-1240)
- Polonia Mare: Przemysl I (cneaz din dinastia Piasti, 1239-1257) și Boleslaw cel Pios (cneaz din dinastia Piasti, 1239-1279)
- Polonia Mică: Boleslaw al V-lea cel Sfios (cneaz din dinastia Piasti, 1227/1243-1279) și Henric al II-lea cel Pios (cneaz, 1238-1241)
- Portugalia: Sancho al II-lea (rege din dinastia de Burgundia, 1223-1248)
- Reazan: Ingvar al II-lea Ingvarovici (mare cneaz, 1237-1251)
- Savoia: Amedeo al IV-lea (conte, 1233-1253)
- Saxonia: Albrecht I (duce din dinastia Askaniană, 1212-1260)
- Saxonia: Henric al III-lea cel Ilustru (margraf din dinastia de Wettin, 1221-1288)
- Scoția: Alexandru al II-lea (rege, 1214-1249)
- Serbia: Ștefan Vladislav (rege din dinastia Nemanja, 1234-1243)
- Sicilia: Frederic I (rege din dinastia de Hohenstafen, 1197-1250; ulterior, rege al Germaniei, 1212-1250; ulterior, împărat occidental, 1220-1250; ulterior, rege al Ierusalimului, 1225/1229-1243)
- Spoleto: Conrad Guiscard de Urslingen (duce, 1227-1267)
- Statul papal: Grigore al IX-lea (papă, 1227-1241)
- Suedia: Erik Eriksson (rege din dinastia Sverker, 1222-1229, 1234-1249)
- Suzdal: Andrei Iaroslavici (cneaz, cca. 1240-1248, 1252, 1256-1264; mare cneaz, din 1247; ulterior, mare cneaz de Vladimir-Suzdal, 1249-1252)
- Toulouse: Raimond al VII-lea (conte, 1222-1249)
- Transilvania: Pousa (voievod, 1227, 1235-1240)
- Ungaria: Bela al IV-lea (rege din dinastia Arpadiană, 1235-1270)
- Veneția: Jacopo Tiepolo (doge, 1229-1249)
- Verona: Herman al V-lea (margraf din casa de Baden, 1190-1243; totodată, margraf de Baden, 1190-1243)
- Vladimir-Suzdal: Iaroslav al II-lea Vsevolodovici (mare cneaz, 1238-1246)

## Africa
- Almohazii: Abu Muhammad Abd al-Ualid al II-lea ar-Rașid ibn al-Mamun (emir din dinastia Almohazilor, 1232-1242)
- Ayyubizii din Egipt: al-Malik al-Adil al II-lea Saif ad-Din Abu Bakr ibn al-Kamil (I) (sultan din dinastia Ayyubizilor, 1238-1240; anterior, sultan în Hisn Kaifa și Amid, 1232-1239; totodată, sultan în Damasc, 1238-1239) și al-Malik as-Salih Nadjm ad-Din Ayyub ibn al-Kamil (I) (sultan din dinastia Ayyubizilor, 1240-1249; totodată, sultan în Damasc, 1239, 1245-1249)
- Benin: Uwakhuahen (obba, ?-?) (?) și Ehenmihen (obba, ?-cca. 1255) (?)
- Hafsizii: Abu Zakariyya Iahia I ibn Abd al-Ualid (emir din dinastia Hafsizilor, 1228-1249)
- Kanem-Bornu: Kadai (Abd al-Kadim) (sultan, cca. 1224-cca. 1242)
- Mali: Sun (Mari) Dyata (Leul) (rege din dinastia Keyta, cca. 1230-cca. 1255)
- Marinizii: Abu Said Usman I ibn Abd al-Hakk (conducător din dinastia Marinizilor, 1217-1240) și Abu Marraf Muhammad I ibn Abd al-Hakk (conducător din dinastia Marinizilor, 1240-1244)

## Asia

### Orientul Apropiat
- Antiohia: Bohemond al V-lea (principe, 1233-1252)
- Armenia Mică: Hetum I (rege din dinastia Hetumizilor, 1226-1269)
- Ayyubizii din Alep: al-Malik an-Nasr al II-lea Salah ad-Din Iusuf ibn al-Aziz al II-lea (sultan din dinastia Ayyubizilor, 1236-1260; ulterior, sultan în Damasc, 1250-1260)
- Ayyubizii din Damasc: al-Malik as-Salih Imad ad-Din Ismail ibn al-Adil (sultan din dinastia Ayyubizilor, 1237-1238, 1239-1245)
- Ayyubizii din Egipt: al-Malik al-Adil al II-lea Saif ad-Din Abu Bakr ibn al-Kamil (I) (sultan din dinastia Ayyubizilor, 1238-1240; anterior, sultan în Hisn Kaifa și Amid, 1232-1239; totodată, sultan în Damasc, 1238-1239) și al-Malik as-Salih Nadjm ad-Din Ayyub ibn al-Kamil (I) (sultan din dinastia Ayyubizilor, 1240-1249; totodată, sultan în Damasc, 1239, 1245-1249)
- Ayyubizii din Hisn Kaifa și Amid: al-Malik al-Muazzam Turanșah al IV-lea ibn Ayyub ibn Kamil (sultan din dinastia Ayyubizilor, 1239-1249; ulterior, sultan în Egipt, 1249-1250; ulterior, sultan în Damasc, 1249-1250)
- Bizanț, Imperiul de Niceea: Ioan al III-lea Ducas Vatatzes (împărat din dinastia Lascaris, 1222-1254)
- Bizanț, Imperiul de Trapezunt: Manuel I (împărat din dinastia Marilor Comneni, 1238-1263)
- Califatul abbasid: Abu Djafar al-Mansur al-Mustansir ibn az-Zahir (calif din dinastia Abbasizilor, 1226-1242)
- Cipru: Henric I (rege din dinastia de Lusignan, 1218-1253)
- Constantinopol: Balduin al II-lea (împărat, 1228/1240-1261)
- Ierusalim: Frederic (rege din dinastia de Hohenstaufen, 1225/1229-1243; totodată, rege al Siciliei, 1197-1250; totodată, rege al Germaniei, 1212-1250; totodată, împărat occidental, 1220-1250) și Conrad I (rege din dinastia de Hohenstaufen, 1228/1243-1254; ulterior, rege al Germaniei, 1237/1250-1254; ulterior, rege al Siciliei, 1250/1251-1254)
- Selgiucizii din Konya: Ghias ad-Din Kai-Khusrau al II-lea ibn Kai-Kubad (sultan din dinastia Selgiucizilor, 1237-1246)

### Orientul Îndepărtat
- Birmania, statul Arakan: Alawmahpyu (rege din dinastia de Launggyet, 1237-1243)
- Birmania, statul Pagan: Kyaswa (rege din dinastia Constructorilor de Temple, 1234-1250)
- Cambodgea, Imperiul Kambujadesa (Angkor): Indravarman al II-lea (împărat din dinastia Mahidharapura, 1215-1243)
- Cambodgea, statul Tjampa: Jaya Paramesvaravarman al II-lea (rege din cea de a unsprezecea dinastie, 1220-cca. 1254)
- China: Lizong (împărat din dinastia Song de sud, 1225-1264)
- China: Taizong (Ogodai) (împărat din dinastia Yuan, 1229-1241)
- Ciaghataizii: Ciaghatai Han (han, 1227-1241)
- Coreea, statul Koryo: Kojong (Wang Ch'ol) (rege din dinastia Wang, 1214-1259)
- Hoarda de Aur: Batu (han, 1237/1241-1256)
- India, statul Chola: Rajaraja al III-lea (rege, 1216-1246)
- India, statul Delhi: Djalalat ad-Din Radiyya Begum (regină, 1236-1240) și Muizz ad-Din Bahram Șah ibn Iletmiș (sultan din dinastia Muizzilor, 1240-1242)
- India, statul Hoysala: Someșvara (rege, 1233-1254/1267)
- Japonia: Sijo (împărat, 1232-1242), Yoritsune (shogun din familia Fujiwara, 1226-1244) și Yasutoki (regent din familia Hojo, 1224-1242)
- Kashmir: Samgramadeva (rege din dinastia Vopyadeva, 1236-1252)
- Mongolii: Ogodai (mare han, 1227-1241)
- Nepal, în Patan: Abhayamalla (rege din dinastia Malla, cca. 1216-1255)
- Sri Lanka: Parakkamabahu al III-lea (Kalikala Sahitya Sarvajna Pandita) (rege din dinastia Silakala, 1225/1236-1269/1271)
- Sri Lanka, statul Jaffna: Kalinga Segarajasekaran I (rege, 1215-1240) și Kulasekhara Pararajasekaran I (rege, 1240-1256)
- Vietnam, statul Dai Viet: Tran Thai-tong (Tran Canh) (rege din dinastia Tran timpurie, 1225-1258)